# 毛蒂諾峰
毛蒂諾峰（英語：Mautino Peak），是南極洲的山峰，位於維多利亞地，處於帕卡德冰川西岸，屬於聖約翰斯山脈的一部分，由美國南極名稱諮詢委員命名，現時由南極條約體系管理。